# سینگینگ بی (مسابقه تلویزیونی)
سینگینگ بی (به انگلیسی: The Singing Bee) نوعی مسابقه کارائوکه است که ابتدا شبکه تلویزیونی ان بی سی و پس از آن شبکه سی ام تی آن را پخش کردند. در این مسابقه شرکت کننده‌ها تلاش می‌کنند ادامهٔ شعری را از یک ترانه که به شکل جای خالی است از حفظ بخواند. این مسابقه از پخش‌های گوناگونی تشکیل شده و در هر مرحله شرکت کننده‌ای که کمترین امتیاز را کسب کرده از دور مسابقه حذف خواهد شد. این مسایقه در واکنش به برنامه شبکه رسانه‌ای فاکس به نام (Don't Forget the Lyrics) ساخته شد.